# Blighia sapida
Blighia sapida eller aki (engelska: ackee) är en kinesträdsväxtart, beskriven av Koenig. Dess äppleliknande frukt används bland annat i det jamaicanska köket.

## Biologi och historia
Blighia sapida ingår i släktet Blighia och familjen kinesträdsväxter. Inga underarter finns listade i Catalogue of Life.
Växten förekommer vilt i Västafrika, och sedan 1778 förekommer odling i Västindien.

## Användning och giftighet
Akifrukten ingår i Jamaicas nationalrätt Ackee and Saltfish (där Saltfish bland annat kan syfta på torsk). Som omogen är frukten starkt giftig, och de stora svarta fröna är alltid giftiga. Det enda ätliga är fröhyllet runt fröna; fröhyllet saknar det starkt kräkningsframkallande ämnet hypoglycin. Svåra fall av förgiftning kan vara dödliga.